# Trollinger-Lemberger
Trollinger-Lemberger, gelegentlich auch Trollinger mit Lemberger, Trola oder TL genannt, ist ein Rotwein, der als Cuvée, das heißt als Verschnitt aus Weinen der beiden Rebsorten Trollinger und Lemberger hergestellt wird.
Beide Rebsorten werden in Deutschland praktisch nur im Weinbaugebiet Württemberg angebaut, daher wird diese Cuvée auch nur dort angeboten. Der Trollinger ist ein hellroter Wein mit eher weißweinartigem, säurebetontem Geschmack, der Lemberger wird wegen der dunkleren Farbe und wegen des mehr rotweintypischen Geschmacks dazugegeben.
Macht der zugegebene Sortenanteil weniger als 15 % aus, muss sie nicht auf dem Etikett angegeben werden. Die erstgenannte Sorte ist stärker vertreten (mehr als 50 %). Da insbesondere im südlichen Württemberg deutlich mehr Trollinger als Lemberger angebaut wird, sieht man seltener den Lemberger-Trollinger, der mehr Lemberger als Trollinger enthält.